# Such a Shame
Such a Shame is een nummer van de Britse new waveband Talk Talk. Het is de tweede single van hun tweede studioalbum It's My Life uit 1984. Op 26 maart van dat jaar werd het nummer op single uitgebracht.

## Achtergrond
"Such a Shame" is gebaseerd op Luke Rhineharts The Dice Man, een van de favoriete boeken van Talk Talk-zanger Mark Hollis.
De plaat werd een hit in Europa en Oceanië. In thuisland het Verenigd Koninkrijk bereikte de plaat de 49e positie in de UK Singles Chart. In Duitsland en Oostenrijk de 2e positie, in Italië de 3e, in Frankrijk de 7e, Nieuw-Zeeland de 39e en in Zwitserland zelfs de nummer 1-positie.
In Nederland werd de plaat op maandag 23 april 1984 door dj Frits Spits en producer-invaller Tom Blomberg in hun radioprogramma De Avondspits verkozen tot de 294e NOS Steunplaat van de week op Hilversum 3 en werd  een hit in de destijds drie landelijke hitlijsten op de nationale publieke popzender. De plaat bereikte de 11e positie in zowel de Nederlandse Top 40 als de TROS Top 50 en de 9e positie in de Nationale Hitparade. In de Europese hitlijst op Hilversum 3, de TROS Europarade, werd de 8e positie bereikt.
In België bereikte de plaat de 6e positie in de Vlaamse Radio 2 Top 30 en de 13e positie in de voorloper van de Vlaamse Ultratop 50. In Wallonië werd géén notering behaald.
Sinds de allereerste editie in december 1999 staat de plaat onafgebroken genoteerd in de jaarlijkse NPO Radio 2 Top 2000 van de Nederlandse publieke radiozender NPO Radio 2 met als hoogste notering een 264e positie in 2002.

## NPO Radio 2 Top 2000
| Nummer met noteringen in de NPO Radio 2 Top 2000 | '99 | '00 | '01 | '02 | '03 | '04 | '05 | '06 | '07 | '08 | '09 | '10 | '11 | '12 | '13 | '14 | '15 | '16 | '17 | '18 | '19 | '20 | '21 | '22 | '23 | '24 |
| ------------------------------------------------ | --- | --- | --- | --- | --- | --- | --- | --- | --- | --- | --- | --- | --- | --- | --- | --- | --- | --- | --- | --- | --- | --- | --- | --- | --- | --- |
| Such a Shame                                     | 278 | 264 | 405 | 224 | 344 | 358 | 586 | 602 | 684 | 493 | 621 | 668 | 588 | 692 | 552 | 474 | 470 | 572 | 448 | 594 | 479 | 454 | 578 | 662 | 720 | 652 |

1. ↑  Een vetgedrukt getal geeft de hoogste notering aan.